# Ari Ichihashi
Ari Ichihashi, född den 22 november 1977, är en japansk friidrottare som tävlar i maraton.
Ichihashis främsta merit är hennes silvermedalj efter Jong Song-ok vid VM 1999 i Sevilla. Hon deltog vid Olympiska sommarspelen 2000 där hon slutade på femtonde plats.

## Personliga rekord
- Maraton - 2:27.02